# WWF WrestleMania Challenge
WWF WrestleMania Challenge è un videogioco di tipo picchiaduro sul wrestling professionistico uscito nel 1990 per NES, pubblicato da LJN e Hot B.

## Modalità di gioco
I match sono visti con prospettiva isometrica e sullo schermo è presente la barra dell'energia. Una barra dell'energia vuota renderà il lottatore vulnerabile ai pinfall.
Le modalità di gioco sono tre per i match singoli, e due per i campionati. Un singolo match può essere giocato in modalità uno contro uno, tag team (due contro due) o Survivor Series (tre contro tre); in questo caso modalità multigiocatore non consentono la partecipazione contemporanea di più giocatori umani; il giocatore può tuttavia chiedere aiuto ad un partner controllato dalla console per attaccare l'avversario all'interno o all'esterno del ring.
In modalità campionato si può scegliere tra uno contro uno e tag team (in questo caso con due giocatori umano).  In questo caso il o i giocatori impersonano se stessi e devono sconfiggere tutti i lottatori del gioco, per vincere rispettivamente il WWE Championship o il WWE World Tag Team Championship.

## Roster
- André The Giant
- Big Boss Man
- Brutus Beefcake
- Hulk Hogan
- Jim Duggan
- Randy Savage
- Rick Rude
- The Ultimate Warrior
- "Yourself" ("tu stesso", il lottatore generico controllato dai giocatori)